# Svdden Death
Daniel James "Danny" Howland (nascido em 29 de junho de 1993), mais conhecido por seu apelido Svdden Death, é um DJ e produtor de de San Jose, Califórnia que vive em Los Angeles. Ele é conhecido por sua canção "Sell Out", uma colaboração com o artista americano Marshmello que entrou no Hot Dance/Electronic Songs da Billboard na posição de número 36 no início de 2019.

## Infância
Howland cresceu em San Jose, ouvindo Kraftwerk antes de ser apresentado ao dubstep em 2008, ouvindo artistas como Benga, Skream e Rusko. Mais tarde, ele se mudou para Los Angeles e começou a produzir electro house, hip-hop e big room house com um apelido anterior para desenvolver seu som e estilo particulares. Ele tinha experiência em várias bandas de metal, indie e jazz, geralmente tocando guitarra, baixo e piano.

## Carreira

### 2017: "Prismatic" eRott N' Roll Pt. 1: Remixed
Em 2 de junho, a gravadora inglesa Never Say Die lançou a canção "Prismatic", de Howland, como um single em seu sétimo Black Friday EP em seu sub-selo Black Label. Bianca Silva do Bassrush elogiou a canção como "destrutiva sem esforço, da melhor maneira possível", marcando-a como uma canção adequada para mosh pitting.

### 2018:Junkworld EP,Voyd Vol. I, e SoundCloud
Em 2 de fevereiro de 2018, Howland colaborou com o produtor de dubstep de San Francisco, Somnium Sound, para lançar a música "Angel Style" através da gravadora Buygore. Escrevendo para T.H.E. - Music Essentials, Akshay Bhanawat descreveu a música como uma "mistura sônica" que foi definida para ser um "clássico instantâneo no mundo do dubstep". Com a temporada de festivais que se aproximava, a música já havia sido tocada por vários DJs em seus sets ao vivo, incluindo Dirtyphonics, Must Die!, Excision, 12th Planet, Slander e Snails.
Em 16 de fevereiro, o produtor israelense de música eletrônica e DJ, Borgore, colaborou com Howland para lançar a faixa "Svddengore" (a junção do nome dos dois artistas) através da gravadora Buygore de Borgore. Escrevendo para EDM Sauce, Erik Mahal observou que a música estava no "limite do riddim em escala real" por causa de seus vários elementos rítmicos, além de ser uma colaboração com a qual muitos fãs de ambos os artistas "sonhavam há anos, e de forma chocante facilmente faz jus ao hype."
Em 26 de fevereiro, Howland lançou seu segundo EP, Junkworld, pelo selo Never Say Die, apresentando cinco canções em sua tracklist. Matthew Meadow do Your EDM elogiou fortemente o EP, afirmando que foi "facilmente um dos lançamentos de dubstep mais fortes do ano até agora", observando seu design e arranjo de som "loucamente criativo", e revisando individualmente a música "Caught in a Mosh" como sendo "incrivelmente único" em seu arranjo e sons. Langston Thomas de This Song Is Sick estreou a música "Surrender", uma colaboração com o produtor de riddim Subtronics, escrevendo Howland que levou seu design de som "para o próximo nível" e que o estilo de cada artista "se mistura perfeitamente" na música.
Em 30 de março, o produtor de música eletrônica de Dallas, AFK, colaborou com Howland para lançar a música "BZZRK" através da gravadora Bassrush. Bella Bagshaw do Dancing Astronaut descreveu a música como uma "melodia riddim estridente e pesada", com o sample de "Blast Heat" usado na música. Um EP remix de 5 faixas para a música foi lançado mais tarde em 5 de dezembro.
Em 30 de julho, Howland lançou seu terceiro EP Voyd Vol. I, apresentando três faixas solo e duas colaborações com os produtires MVRDA e SampliFire. Jordan Mafi, da Nest HQ, afirmou que o EP será uma referência do sub-gênero dubstep riddim, As canções apresentadas nele eram dubplates bem conhecidos que anteriormente só foram ouvidos por seus produtores e apresentado pelos mesmos em seus sets ao vivo meses antes do lançamento.
Em 14 de setembro, o produtor Snails conhecido pelo "vomitstep", de Quebec, lançou um álbum remix de 10 faixas de seu álbum The Shell. O álbum trazia o remix de Howland da canção "Smack Up", com Foreign Beggars como vocais, ao lado de vários outros artistas de música eletrônica como Virtual Riot, Kompany, Kill the Noise e FuntCase.
Em meados de novembro de 2018, vários produtores de bass music tiveram a maioria ou todas as suas músicas removidas da plataforma de distribuição de áudio online e do site de compartilhamento de música SoundCloud por reivindicações ilegais de direitos autorais. Entre esses produtores estava Howland, que teve todas as suas faixas falsamente excluídas de sua conta. Em uma declaração ao Your EDM, Howland falou sobre o assunto, afirmando que "O SoundCloud está arruinando a comunidade do dubstep ao permitir que qualquer pessoa reivindique uma música como sua e a remova da existência. Até que eles corrijam sua política de remoção, não irei mais enviar músicas para esta plataforma."
Em 30 de novembro, o produtor de música eletrônica e DJ americano Marshmello lançou a segunda parte dos remixes de sua música "Happier", com Howland sendo apresentada como a segunda música do EP, ao lado de Jauz, West Coast Massive, Matt Medved, Hikeii e Tim Gunther.

### 2019: "Sell Out", "Ichor" e outro lançamentos
Em 4 de janeiro de 2019, Howland colaborou com os produtores de dubstep Oolacile e Ubur para lançar a música "Savceboys" com download gratuito. Chris Muniz, do Bassrush, falou que a faixa foi "focada em lasers, e afiada em cada seção" e mostra que a faixa não foi só feita para "mostrar a vibe do som de cada produtor, porém, ela é determinada a levar os ouvintes em uma jornada enorme em meio a essa faixa que é como uma besta."
Em 8 de fevereiro, Howland colaborou com Marshmello para lançar a faixa "Sell Out" por meio da gravadora Joytime Collective. A faixa foi marcada como a primeira colaboração de Marshmello com um produtor de dubstep "sério" para fazer uma faixa, com Svdden Death sendo conhecido como tendo "alguns dos sets mais pesados do momento", conforme descrito por um escritor de Your EDM. Embora a canção tenha atraído críticas favoráveis para a canção, como a crítica de Kat Bein da Billboard sobre a canção, Christina Hernandez do Dancing Astronaut deu à canção uma crítica muito mais negativa, descrevendo sua produção como extremamente "pré-fabricada" e que a música era simplesmente "uma saída fácil para aumentar a variedade e manter o controle de Marshmello sobre o mundo do EDM como um todo".
Em 19 de abril, Howland lançou a canção "Ichor", apresentando o rapper americano Ace Savage como vocalista. Brian Bonavoglia, do ThisSongSlaps, elogiou a música, afirmando que a faixa é uma "produção magistral" e escreveu que soava como se fosse simplesmente "criada para causar danos devastadores onde quer que apareça".
Em 7 de junho, o artista de dubstep americano Space Laces lançou o remix EP da faixa Overdrive pela gravadora Never Say Die, com Howland sendo apresentado como um dos remixers ao lado de vários outros produtores de música eletrônica, como Kompany e Gammer. Escrevendo para o EDM.com, Sarah Kocur revisou o remix de Howland da música "Choppaz", notando-o como um dos mais distintos no EP, escrevendo que deu à música original um "toque pesado pelo qual ele é conhecido".
Em 2 de agosto, Howland lançou o single "Modern Sorcery" como download digital, com Brian Bonavoglia do ThisSongSlaps observando a música como "aguardada" na cena do bass music antes de seu lançamento, e descrevendo-a como um "baque no peito, hino que foi criado para destruir."

## Arte
Howland afirmou que Svdden Death era um desejo de fazer "coisas mais avançadas com a produção", especificamente escolhendo produzir dubstep, já que o gênero é "muito mais técnico do que outros gêneros" e lhe dá mais liberdade em sua produção. Usando originalmente o software Ableton Live para produzir, ele mais tarde mudou para o Reason, e se afastou dos sintetizadores Serum e Massive, pois queria se afastar de softwares de áudio digital e sintetizadores que são comumente usados por outros produtores de dubstep e riddim (sub-gênero do dubstep).
Howland foi incluído em várias listas de "artistas a serem observados" por várias revistas de música eletrônica online. A Billboard Dance listou Howland, ao lado de Elley Duhé, Detlef, Kittens e Artbat, em sua edição de agosto de 2018 de "a serem observados". Os escritores de Your EDM, Noiseporn e EDM Sauce o incluíram em suas respectivas listas de "artistas a serem observados em 2019", colocando-o ao lado de artistas como 1788-L, Kompany, Blanke, Tynan, Fytch e Wildlyf.

## Discografia

### Álbuns e EP's
- Spelljam EP
- Junkworld EP
- Voyd Vol. I
- Bzzrk Remixes (with AFK)
- Voyd Vol. 1.5

#### Participações
| Título                                     | Detalhes                                                                                         |
| ------------------------------------------ | ------------------------------------------------------------------------------------------------ |
| Buygore: Fresh Blood 2 por Vários Artistas | - Lançado em: 12 de maio de 2017 - Gravadora: Buygore - Formato: Download                        |
| Welcome to Heck por Ubur                   | - Lançado em: 4 de setembro de 2017 - Gravadora: Never Say Die: Black Label - Formato: Download  |
| Black Label XL 4 por Vários Artistas       | - Lançado em: 23 de setembro de 2017 - Gravadora: Never Say Die: Black Label - Formato: Download |
| Rott N' Roll Pt. 1: Remixed por Zomboy     | - Lançado em: 10 de novembro de 2017 - Gravadora: Never Say Die - Formato: Download              |
| Never Say Die Vol. 5 por Vários Artistas   | - Lançado em: 11 de dezembro de 2017 - Gravadora: Never Say Die - Formato: Download              |
| The Shell (Remixes) por Snails             | - Lançado em: 14 de setembro de 2018 - Gravadora: Slugz Music - Formato: Download                |
| Happier (Remixes Pt. 2) por Marshmello     | - Lançado em: 19 de outubro de 2018 - Gravadora: Joytime Collective - Formato: Download          |
| Overdrive Remixes por Space Laces          | - Lançado em: 7 de junho de 2019 - Gravadora: Never Say Die - Formato: Download                  |

### Singlesque entraram nas paradas
| Título                       | Ano  | Melhor posição nas paradas | Álbum                       |
| Título                       | Ano  | US Dance                   | Álbum                       |
| ---------------------------- | ---- | -------------------------- | --------------------------- |
| "Sell Out" (with Marshmello) | 2019 | 36                         | single não lançado em álbum |

### Outrossingles
| Título                             | Ano  | Álbum                       | Gravadora                  |
| ---------------------------------- | ---- | --------------------------- | -------------------------- |
| Regulate                           | 2015 | single não lançado em álbum | Bassweight                 |
| Edgelords (with Digitist)          | 2016 | single não lançado em álbum | Savage Society             |
| Oblivion                           | 2016 | single não lançado em álbum | Sem gravadora              |
| Destiny                            | 2017 | single não lançado em álbum | Sem gravadora              |
| Shut 'Em Down (with Yakz)          | 2017 | single não lançado em álbum | Savage Society             |
| Prismatic                          | 2017 | Black Friday Vol. 7         | Never Say Die: Black Label |
| Take Ya Head Off                   | 2017 | single não lançado em álbum | Sem gravadora              |
| Angel Style (with Somnium Sound)   | 2018 | single não lançado em álbum | Buygore                    |
| Svddengore                         | 2018 | single não lançado em álbum | Buygore                    |
| Bzzrk (with AFK)                   | 2018 | single não lançado em álbum | Bassrush                   |
| Savceboys (with Oolacile and Ubur) | 2019 | single não lançado em álbum | Sem gravadora              |
| Ichor (featuring Ace Savage)       | 2019 | single não lançado em álbum | Sem gravadora              |
| Modern Sorcery                     | 2019 | single não lançado em álbum | Sem gravadora              |
| Crusade (with Marshmello)          | 2020 | single não lançado em álbum | Joytime Collective         |
| Deathmatch (with Snails)           | 2020 | single não lançado em álbum | Sem gravadora              |
| Confusion Spell                    | 2020 | single não lançado em álbum | Sem gravadora              |
| Blood On Me (with Slander)         | 2020 | single não lançado em álbum | Gud Vibrations             |
| Utah                               | 2020 | single não lançado em álbum | Halcyon                    |
| Transmutation Sequence             | 2021 | Voyd Vol. 2                 | Voyd Music                 |

### Remixes
| Título                         | Ano  | Artista              | Gravadora          |
| ------------------------------ | ---- | -------------------- | ------------------ |
| Gunned Down                    | 2016 | Mvrda                | Prime Audio        |
| Biterz                         | 2017 | Zomboy               | Never Say Die      |
| Smack Up                       | 2018 | Snails               | Slugz Music        |
| Happier                        | 2018 | Marshmello           | Joytime Collective |
| Choppaz                        | 2019 | Space Laces & Getter | Never Say Die      |
| Losing It (with Somnium Sound) | 2019 | Fisher               | Self-released      |